# Begraafplaatsen van Sint Eustatius

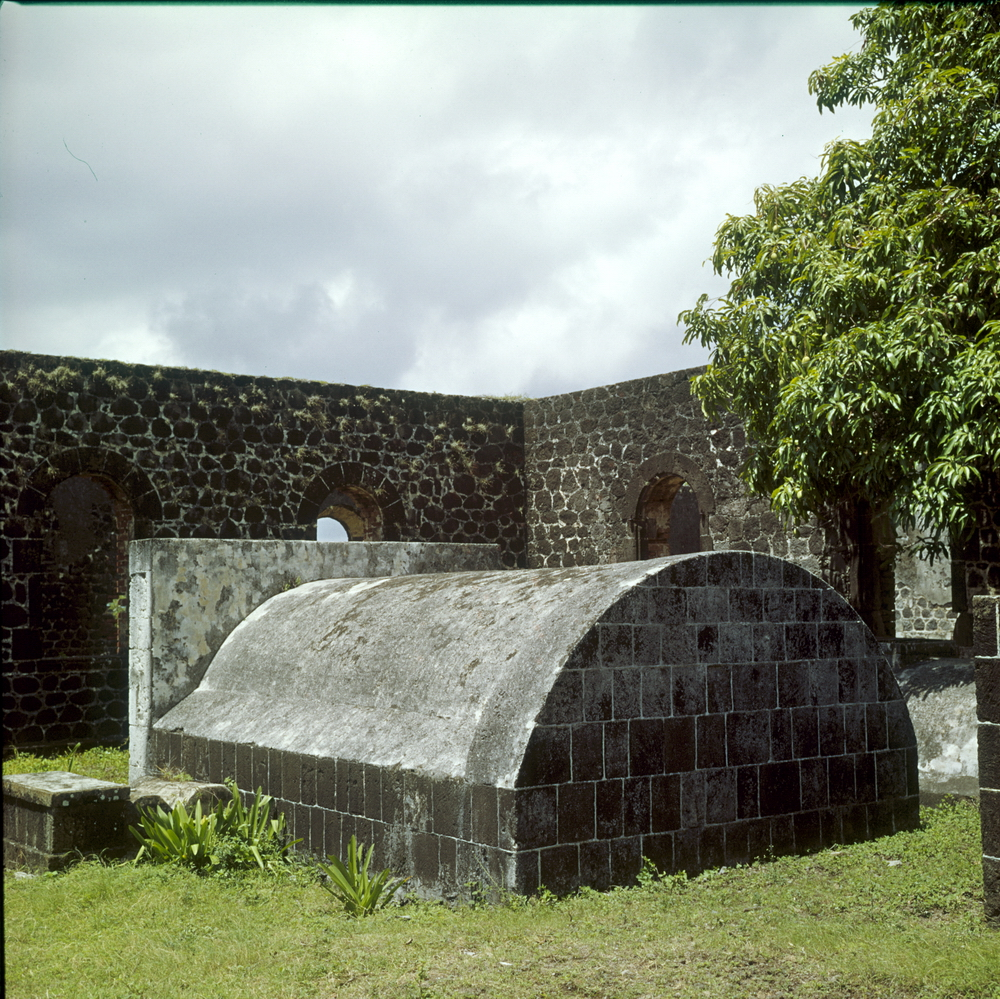
Oude graven en ruïnes van de uit 1774 daterende Nederlands Hervormde Kerk

In het openbaar lichaam Sint Eustatius (Caribisch Nederland) zijn veertien bekende begraafplaatsen waarvan er nog enkele in gebruik zijn: 
- Old Church Cemetery
- Jewish Cemetery
- Anglican Cemetery
- Roman Catholic Cemetery
- Salem Cemetery
- Congo Cemetery
- Benners Family Graveyard
- Berkel Family Graveyard
- de Groebe Family Graveyard
- Cemetery at Schotsenhoek
- Plantation Graveyard at English Quarter
- Plantation Graveyard at Concordia
- Old Dutch Reformed Cemetery
- Lazareto Leper Colony

## Ongemarkeerde begraafplaatsen
Verder kent Sint Eustatius verschillende achttiende-eeuwse begraafplaatsen van vrije en slaafgemaakte Afrikanen die door archeologen (gedeeltelijk) zijn opgegraven, zoals de slavenbegraafplaats van de plantage Godet aan de westkust van het eiland, naast het Fort Amsterdam. En de plantage Golden Rock vlakbij F.D. Roosevelt Airport. In 2021 zijn op de site van de Golden Rock zeker 48 graven van slaafgemaakten gevonden.

## Geschiedenis
De Old Church Cemetery wordt gezien als de oudste begraafplaats van Sint Eustatius. De oudste gedateerde grafsteen op deze begraafplaats is van Lucas Jacobsen, gestorven op 17 september 1686. Jacobsen was gezaghebber op Sint Eustatius van 1671 tot 1672. Ook de wrede Golden Rock-plantagehouder Mr. Moore werd op deze begraafplaats begraven. Uit vrees dat hij uit wraak levend zou worden begraven, bouwde hij in de graftombe een tunnel waaruit hij kon ontsnappen.

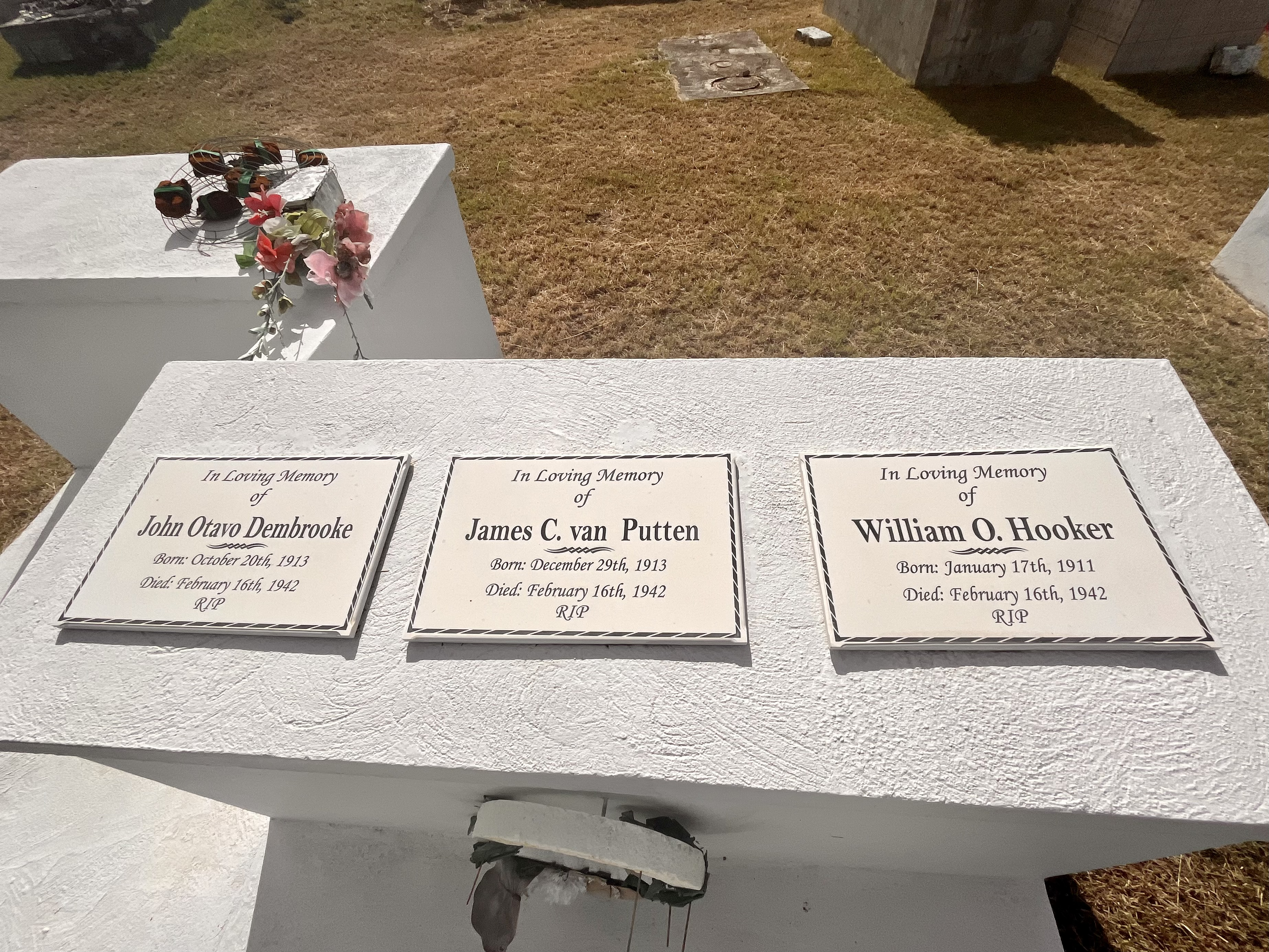
Cenotaaf op Salem Cemetery voor oorlogsslachtoffers

Op de Salem Cemetery bevindt zich ook een cenotaaf voor drie slachtoffers van de Tweede Wereldoorlog die op Sint Eustatius zijn geboren: John Otavo Dembrooke, James Clarence van Putten en William Oraldo Hooker Op 4 mei worden zij tijdens de Nationale Dodenherdenking met een ceremonie op de begraafplaats herdacht.